# Гебхард III фон Зулцбах
Гебхард III фон Зулцбах (на немски: Gebhard III von Sulzbach; * ок. 1114/1115, Зулцбах; † 28 октомври 1188) е граф на Зулцбах в Нордгау, Бавария.

## Произход и управление
Той е син на граф Беренгар II фон Зулцбах-Нордгау († 3 декември 1125) и втората му съпруга Аделхайд фон Дисен-Волфратсхаузен († 11 януари 1126), дъщеря на граф Ото II фон Волфратсхаузен († 1122) и съпругата му Юстиция Австрийска († 1120/1122), дъщеря на маркграф Ернст († 1075). Брат е на Берта фон Зулцбах, първата съпруга на византийския император Мануил I Комнин, на Гертруда фон Зулцбах, която се омъжва за германския император Конрад III, на Луитгарт, омъжена за Готфрид II херцог на Долна Лотарингия, и на Матилда, омъжена за Енгелберт III маркграф на Истрия (1124 – 1171), граф на Графство Крайбург-Марквартщайн.
През 1121 г. Гебхард III прави дарения на манастир Берхтесгаден, основан от баща му, и става фогт. Той последва през 1125 г. баща си на трона, от 1146 до 1149 г. е маркграф. Той е фогт и на катедралата на Регенсбург, на Нидермюнстер в Регенсбург и на Пасау-Нидернбург.
През 1165 г. сестра му Матилда умира бездетна и той получава нейното наследство в Химгау. След 1144 г. той наследява и замък Варберг.
Умира преди децата си. С неговата смърт през 1188 г. родът Зулцбах се прекратява.

## Фамилия
Гебхард III се жени ок. 24 октомври 1129 г. за Матилда Баварска († 16 март 1183), вдовица на маркграф Диполд IV фон Фобург († ок. 1128), дъщеря на баварския херцог Хайнрих IX (наричан: Хайнрих Черния) и съпругата му Вулфхилда Саксонска. Двамата имат пет деца:
- Беренгар II († 21 август 1167), граф на Зулцбах (1156 – 1167), умира от епидемия, погребан в Кастл
- Аделхайд (* ок. 1145; † 10 септември 1189), ∞ 1162 г. Дитрих IV († 1172), граф на Клеве
- София († сл. 11 август 1227), наследничка на Гебхард III, ∞ ок. 1160 г. граф Герхард I фон Хиршберг († ок. 1170/пр. 1188)
- Елизабет († ок. 23 януари 1206), ∞ 1163 г. за граф Рапото I от Ортенбург († 26 август 1186) от род Спанхайми
- Берта († сл. 22 декември 1200), ∞ сл. 1172 или 1173 г. граф Хайнрих I (II) фон Алтендорф, рееве на „Св. Емерау“ в Регенсбург († 31 май 11961194), син на Ерхинберт фон Алтендорф († сл. 1155) и Билитца († ок. 12 юни 1135)